# Rozděl a panuj
Heslo rozděl a panuj (latinsky divide et impera) vychází z poznání, že znesvářené a rozdělené skupině se vládne snáze než skupině semknuté a vnitřně jednotné. Touto zásadou se řídili a řídí zejména účastníci politického boje, kteří se snaží vyvolat mezi svými protivníky nesváry a rozbroje, aby je pak mohli jednotlivě snadněji porazit a ovládat. 
Různé zdroje připisují tento výrok Juliu Caesarovi či římskému Senátu, Filipu II. Makedonskému či jeho synu Alexandru Velikému, Prosper Mérimée uvedl jako autora francouzského krále Ludvíka XI., podle jiných je autorem Niccolò Machiavelli.